# Asociación de Fútbol de Malasia
La Federación de Fútbol de Malasia (FAM, en malayo: Persatuan Bola Sepak Malaysia) es el organismo rector del fútbol en Malasia, con sede en Wisma FAM. Fue fundada en 1933, desde 1956 es miembro de la FIFA y desde 1958 de la AFC. Organiza el campeonato de Liga y de Copa de Malasia, así como los partidos de la selección nacional en sus distintas categorías.